# Världscupen i hastighetsåkning på skridskor
Världscupen i hastighetsåkning på skridskor, som anordnas av det internationella skridskosportförbundet, hade premiär säsongen 1985/1986 och är en serie tävlingar i hastighetsåkning på skridskor, anpassad efter norra halvklotets vinter.

## Slutsegrare

### Herrar
| Säsong    | 500 meter          | 1 000 meter        | 1 500 meter                   | 5 000 / 10 000 meter | Lagjaktstart |       |
| --------- | ------------------ | ------------------ | ----------------------------- | -------------------- | ------------ | ----- |
| 1985/1986 | Dan Jansen         | Dan Jansen         | Michael Hadschieff            | Dave Silk            |              |       |
| 1986/1987 | Nick Thometz       | Nick Thometz       | Hans Magnusson                | Geir Karlstad        |              |       |
| 1987/1988 | Dan Jansen         | Uwe-Jens Mey       | André Hoffmann                | Tomas Gustafson      |              |       |
| 1988/1989 | Uwe-Jens Mey       | Uwe-Jens Mey       | Eric Flaim Michael Hadschieff | Gerard Kemkers       |              |       |
| 1989/1990 | Uwe-Jens Mey       | Uwe-Jens Mey       | Johann Olav Koss              | Bart Veldkamp        |              |       |
| 1990/1991 | Uwe-Jens Mey       | Ihar Zjaljazoŭski  | Johann Olav Koss              | Johann Olav Koss     |              |       |
| 1991/1992 | Dan Jansen         | Ihar Zjaljazoŭski  | Falko Zandstra                | Geir Karlstad        |              |       |
| 1992/1993 | Dan Jansen         | Ihar Zjaljazoŭski  | Rintje Ritsma                 | Bart Veldkamp        |              |       |
| 1993/1994 | Dan Jansen         | Dan Jansen         | Falko Zandstra                | Johann Olav Koss     |              |       |
| 1994/1995 | Hiroyasu Shimizu   | Yukinori Miyabe    | Neal Marshall                 | Rintje Ritsma        |              |       |
| 1995/1996 | Manabu Horii       | Ådne Søndrål       | Hiroyuki Noake                | Rintje Ritsma        |              |       |
| 1996/1997 | Hiroyasu Shimizu   | Manabu Horii       | Rintje Ritsma                 | Rintje Ritsma        |              |       |
| 1997/1998 | Jeremy Wotherspoon | Jeremy Wotherspoon | Ids Postma                    | Gianni Romme         |              |       |
| 1998/1999 | Jeremy Wotherspoon | Jeremy Wotherspoon | Ådne Søndrål                  | Bart Veldkamp        |              |       |
| 1999/2000 | Jeremy Wotherspoon | Jeremy Wotherspoon | Ådne Søndrål                  | Gianni Romme         |              |       |
| 2000/2001 | Hiroyasu Shimizu   | Jeremy Wotherspoon | Aleksandr Kibalko             | Gianni Romme         |              |       |
| 2001/2002 | Jeremy Wotherspoon | Jeremy Wotherspoon | Ådne Søndrål                  | Gianni Romme         |              |       |
| 2002/2003 | Jeremy Wotherspoon | Erben Wennemars    | Jevgenij Lalenkov             | Carl Verheijen       |              |       |
| 2003/2004 | Jeremy Wotherspoon | Erben Wennemars    | Mark Tuitert                  | Bob de Jong          |              |       |
| 2004/2005 | Jeremy Wotherspoon | Erben Wennemars    | Mark Tuitert                  | Øystein Grødum       |              |       |
| 2005/2006 | Lee Kang-Seok      | Shani Davis        | Chad Hedrick                  | Chad Hedrick         |              |       |
| 2006/2007 | Tucker Fredricks   | Erben Wennemars    | Erben Wennemars               | Sven Kramer          |              |       |
| 2007/2008 | Jeremy Wotherspoon | Shani Davis        | Shani Davis                   | Håvard Bøkko         |              |       |
| 2008/2009 | Yu Fengtong        | Shani Davis        | Shani Davis                   | Sven Kramer          |              |       |
| 2009/2010 |                    | Tucker Fredricks   | Shani Davis                   | Shani Davis          | Håvard Bøkko | Norge |
| 2010/2011 |                    | Lee Kang-Seok      | Stefan Groothuis              | Shani Davis          | Bob de Jong  | Norge |

### Damer
| Säsong    | 500 meter                   | 1 000 meter               | 1 500 meter              | 3 000 / 5 000 meter      | Lagjaktstart      |               |
| --------- | --------------------------- | ------------------------- | ------------------------ | ------------------------ | ----------------- | ------------- |
| 1985/1986 | Christa Rothenburger        | Karin Kania               | Annette Carlén-Karlsson  | Andrea Ehrig             |                   |               |
| 1986/1987 | Bonnie Blair                | Bonnie Blair              | Yvonne van Gennip        | Yvonne van Gennip        |                   |               |
| 1987/1988 | Christa Rothenburger        | Christa Rothenburger      | Bonnie Blair             | Gabi Zange-Schönbrunn    |                   |               |
| 1988/1989 | Christa Luding-Rothenburger | Angela Hauck-Stahnke      | Constanze Moser-Scandolo | Heike Schalling          |                   |               |
| 1989/1990 | Bonnie Blair Angela Stahnke | Seiko Hashimoto           | Jacqueline Börner        | Gunda Kleemann           |                   |               |
| 1990/1991 | Kyoko Shimazaki             | Monique Garbrecht         | Gunda Kleemann           | Heike Warnicke-Schalling |                   |               |
| 1991/1992 | Bonnie Blair                | Bonnie Blair              | Gunda Niemann            | Gunda Niemann            |                   |               |
| 1992/1993 | Ye Qiaobo                   | Bonnie Blair              | Gunda Niemann            | Gunda Niemann            |                   |               |
| 1993/1994 | Bonnie Blair                | Bonnie Blair              | Emese Hunyady            | Gunda Niemann            |                   |               |
| 1994/1995 | Bonnie Blair                | Bonnie Blair              | Gunda Niemann            | Gunda Niemann            |                   |               |
| 1995/1996 | Svetlana Zhurova            | Chris Witty               | Gunda Niemann            | Gunda Niemann            |                   |               |
| 1996/1997 | Xue Ruihong                 | Franziska Schenk          | Gunda Niemann            | Tonny de Jong            |                   |               |
| 1997/1998 | Catriona LeMay Doan         | Monique Garbrecht-Enfeldt | Gunda Niemann-Stirnemann | Gunda Niemann-Stirnemann |                   |               |
| 1998/1999 | Catriona LeMay Doan         | Monique Garbrecht-Enfeldt | Gunda Niemann-Stirnemann | Gunda Niemann-Stirnemann |                   |               |
| 1999/2000 | Monique Garbrecht-Enfeldt   | Monique Garbrecht-Enfeldt | Gunda Niemann-Stirnemann | Gunda Niemann-Stirnemann |                   |               |
| 2000/2001 | Catriona LeMay Doan         | Monique Garbrecht-Enfeldt | Anni Friesinger          | Gunda Niemann-Stirnemann |                   |               |
| 2001/2002 | Catriona LeMay Doan         | Sabine Völker             | Anni Friesinger          | Anni Friesinger          |                   |               |
| 2002/2003 | Monique Garbrecht-Enfeldt   | Monique Garbrecht-Enfeldt | Cindy Klassen            | Claudia Pechstein        |                   |               |
| 2003/2004 | Wang Manli                  | Jennifer Rodriguez        | Anni Friesinger          | Claudia Pechstein        |                   |               |
| 2004/2005 | Wang Manli                  | Chiara Simionato          | Cindy Klassen            | Claudia Pechstein        |                   |               |
| 2005/2006 | Jenny Wolf                  | Anni Friesinger           | Cindy Klassen            | Cindy Klassen            |                   |               |
| 2006/2007 | Jenny Wolf                  | Chiara Simionato          | Ireen Wüst               | Martina Sáblíková        |                   |               |
| 2007/2008 | Jenny Wolf                  | Anni Friesinger           | Kristina Groves          | Martina Sáblíková        |                   |               |
| 2008/2009 | Jenny Wolf                  | Christine Nesbitt         | Kristina Groves          | Martina Sáblíková        |                   |               |
| 2009/2010 |                             | Jenny Wolf                | Christine Nesbitt        | Kristina Groves          | Martina Sáblíková | Kanada        |
| 2010/2011 |                             | Jenny Wolf                | Heather Richardson       | Christine Nesbitt        | Martina Sáblíková | Nederländerna |